# Tintagel

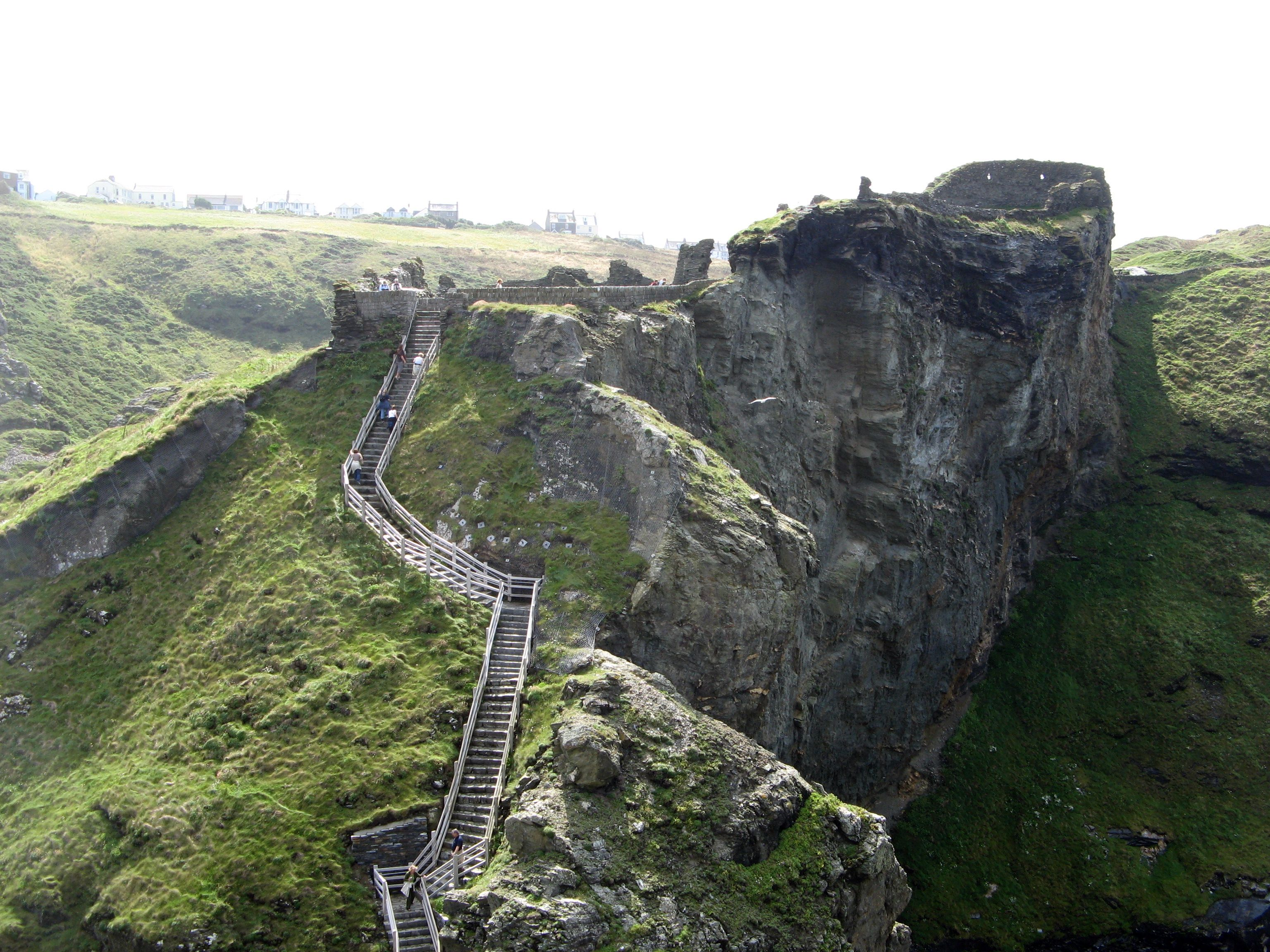
O castelo

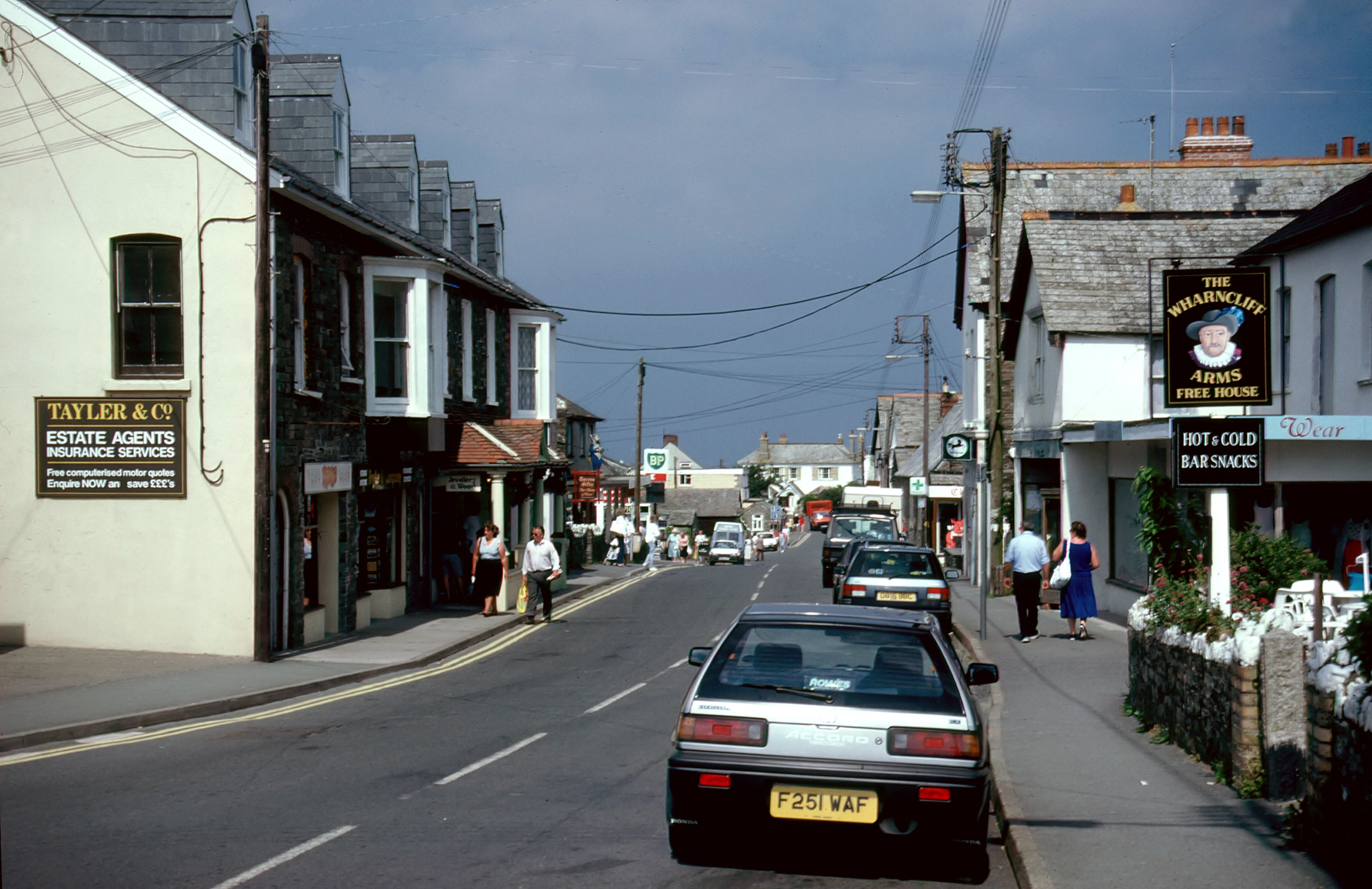
O vilarejo

Tintagel (pronúncia IPA em inglês: /tɪn'tædʒl̩/, segunda sílaba tônica; Córnico: Dintagell) é um vilarejo situado na costa atlântica da Cornualha. A cidade e seu castelo são há tempos associados à lenda do Rei Artur e seus Cavaleiros da Távola Redonda. O vilarejo tem sido, nos últimos tempos, um grande centro turístico da Cornualha.
A cidade foi citada como o lugar de origem do rei Artur pelo pseudo-historiador medievo Geoffrey de Monmouth. Tintagel também é utilizada como sítio do mito arturiano pelo poeta Alfred, Lord Tennyson, no poema Idylls of the King. O vilarejo também aparece na obra da autora norte-americana Marion Zimmer Bradley: As Brumas de Avalon.
Escavações nas proximidades e no sítio propriamente dito do castelo do século XII revelaram que o promontório de Tintagel foi o local de uma fortaleza de alto status e de povoamento datando dos séculos V e VI e do período imediatamente após a retirada dos romanos da Bretanha. Descobertas indicam que um comércio considerável de bens de alto valor acontecia nessa época com as regiões mediterrâneas.
O moderno vilarejo de Tintagel era conhecido como Trevena (Córnico: Tre war Venydh) até a década de 1850, quando os Vitorianos mudaram seu nome para promover o turismo às custas do rei Artur e da lenda de Camelot. Rigorosamente falando, Tintagel é somente o nome do promontório.
Tintagel é também o nome de um poema orquestrado de Sir Arnold Bax.